# Robert von Puttkamer

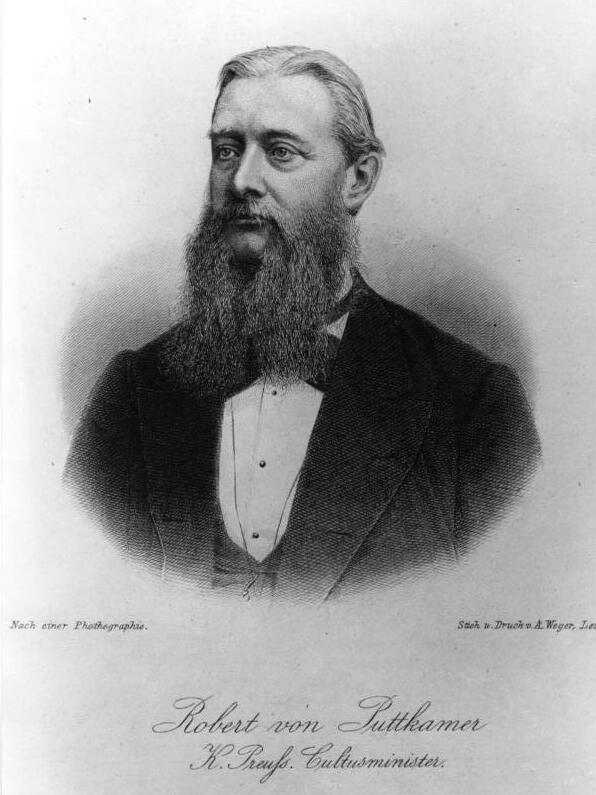
Robert von Puttkamer

Robert Viktor von Puttkamer (Frankfurt (Oder), 5 mei 1828 - Karzin, 15 maart 1900) was een Pruisisch politicus.

## Leven
Hij studeerde van 1846 tot 1850 rechten te Heidelberg, Genève en Berlijn. Vervolgens trad hij in dienst bij de overheid. Hij was van 1860 tot 1866 landraad te Demmin en van 1867 tot 1871 rapporteur bij de bondskanselarij. In 1871 werd hij Regierungspräsident van Gumbinnen en in 1874 van Metz. In 1873 werd hij in de Rijksdag gekozen, waar hij zich bij de Deutschkonservative Partei aansloot. Hij was lid van de Rijksdag van 1873 tot 1876, van 1878 tot 1884 en van 1890 tot 1891.
Hij werd in 1877 tot eerste president van de provincie Silezië en Regierungspräsident van Breslau benoemd en vervolgens in 1879 tot minister van Onderwijs en Cultuur. Dit ministerie leidde hij op conservatieve wijze. Hij trad op tegen scholen op niet-confessionele grondslag en toonde zich op de generale synode in oktober 1879 vijandig jegens de protestanten. Op 21 oktober 1880 voerde hij op Pruisische scholen een naar hem genoemde vereenvoudigde spelling in.
Hij verruilde zijn ministerspost op 18 juni 1881 voor die van minister van Binnenlandse Zaken - welke functie hij in overeenstemming met de ideeën van Bismarck op reactionaire wijze bekleedde - en werd op 11 oktober van dat jaar vicepremier. Van 1882 tot 1885 was hij tevens lid van het Pruisische Huis van Afgevaardigden. Onder de liberale Frederik III werd hij in 1888 vanwege zijn conservatisme ontslagen. Hierop werd hij domheer van Merseburg en eerste president van de provincie Pommeren (1891-1899). Hij stierf op 15 maart 1900 te Karzin.

## Familierelaties
Robert Viktor von Puttkamer was de zoon van de politicus Eugen von Puttkamer en een verwant van Johanna von Puttkamer, de echtgenote van Otto von Bismarck.
Friedrich von Schuckmann · Gustav von Brenn · Gustav Adolf Rochus von Rochow · Adolf Heinrich von Arnim-Boitzenburg · Ernst von Bodelschwingh-Velmede · Alfred von Auerswald · Friedrich von Kühlwetter · Franz August Eichmann · Otto Theodor von Manteuffel · Ferdinand von Westphalen · Eduard Heinrich von Flottwell · Maximilian von Schwerin-Putzar · Gustav Wilhelm von Jagow · Friedrich Albrecht zu Eulenburg · Botho zu Eulenburg · Robert von Puttkamer · Ludwig Herrfurt · Botho zu Eulenburg · Ernst von Koeller · Eberhard Recke von der Horst · Georg von Rheinbaben · Hans von Hammerstein-Loxten · Theobald von Bethmann Hollweg · Friedrich von Moltke · Johann von Dallwitz · Friedrich Wilhelm von Loebell · Bill Drews · Carl Severing · Albert Grzesinski · Heinrich Waentig · Carl Severing · Franz Bracht · Hermann Göring
- Gemeinsame Normdatei: 116314338
- International Standard Name Identifier: 0000 0000 1030 7090
- Virtual International Authority File: 57363555
- WorldCat: E39PBJtMj3wPxmRJbxCtRfKTpP